# Rahmstreif-Blaupfeil
Der Rahmstreif-Blaupfeil (Orthetrum chrysostigma) ist eine Libelle aus der Familie der Segellibellen (Libellulidae).

## Merkmale
Die Libellen erreichen eine Körperlänge von 39 bis 46 Millimetern. Die Flügelspannweite beträgt ca. 55 bis 65 Millimeter. An der Basis der Hinterflügel befindet sich ein kleiner gelber Basalfleck, der mit zunehmendem Alter verschwindet. Das Pterostigma ist auffallend gelblich; auf dieses Flügelmal bezieht sich auch das Artepitheton chrysostigma, das sich aus (griech.) „chrysós“ (Gold) und „stígma“ (Zeichen oder Brandmal) bildet. An den Thoraxseiten befindet sich ein schwarz eingefasster, rahmfarbener Streifen, der dem Rahmstreif-Blaupfeil zu seinem deutschen Namen verhalf. Die Männchen sind blau, der Hinterleib ist leicht tailliert. Die Grundfarbe des Weibchens ist braun, hier gehen mehrere dünne Streifen durch alle Segmente. Die Art ähnelt dem Kleinen Blaupfeil (Orthetrum coerulescens), dem Südlichen Blaupfeil (Orthetrum brunneum) und dem Gelbader-Blaupfeil (Orthetrum nitidinerve), das Männchen lässt sich von diesen durch die Taillierung des Abdomens zwischen dem dritten und vierten Hinterleibssegment unterscheiden.

## Vorkommen
Die Art kommt in Europa auf der Iberischen Halbinsel und auf den zu Spanien gehörenden Kanarischen Inseln vor. Sie ist im östlichen Mittelmeerraum und vor allem in Afrika verbreitet. Sie kommt auch in den Vereinigten Arabischen Emiraten und in der Sahara vor, da die Larven in feuchtem Sand überleben können.
Es wurden auch schon Exemplare an Gewässern wie Entwässerungsrinnen und Wassertanks gefunden, da die Libellen diese als Bruthabitate nutzen. Ihre eigentliche Lebensräume sind Sümpfe und Flüsse im offenen Gelände sowie Gartenteiche.

## Galerie

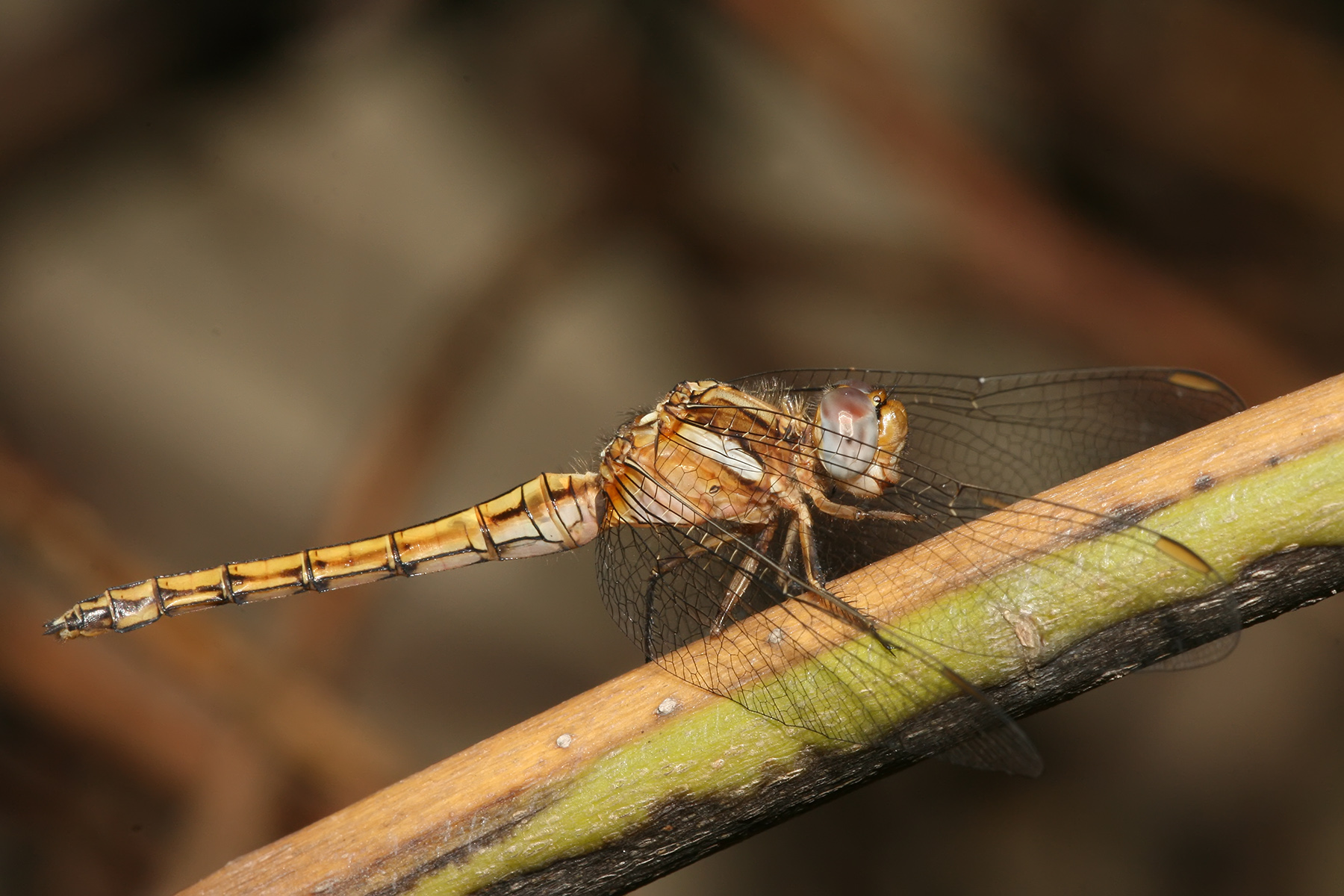
Weibchen
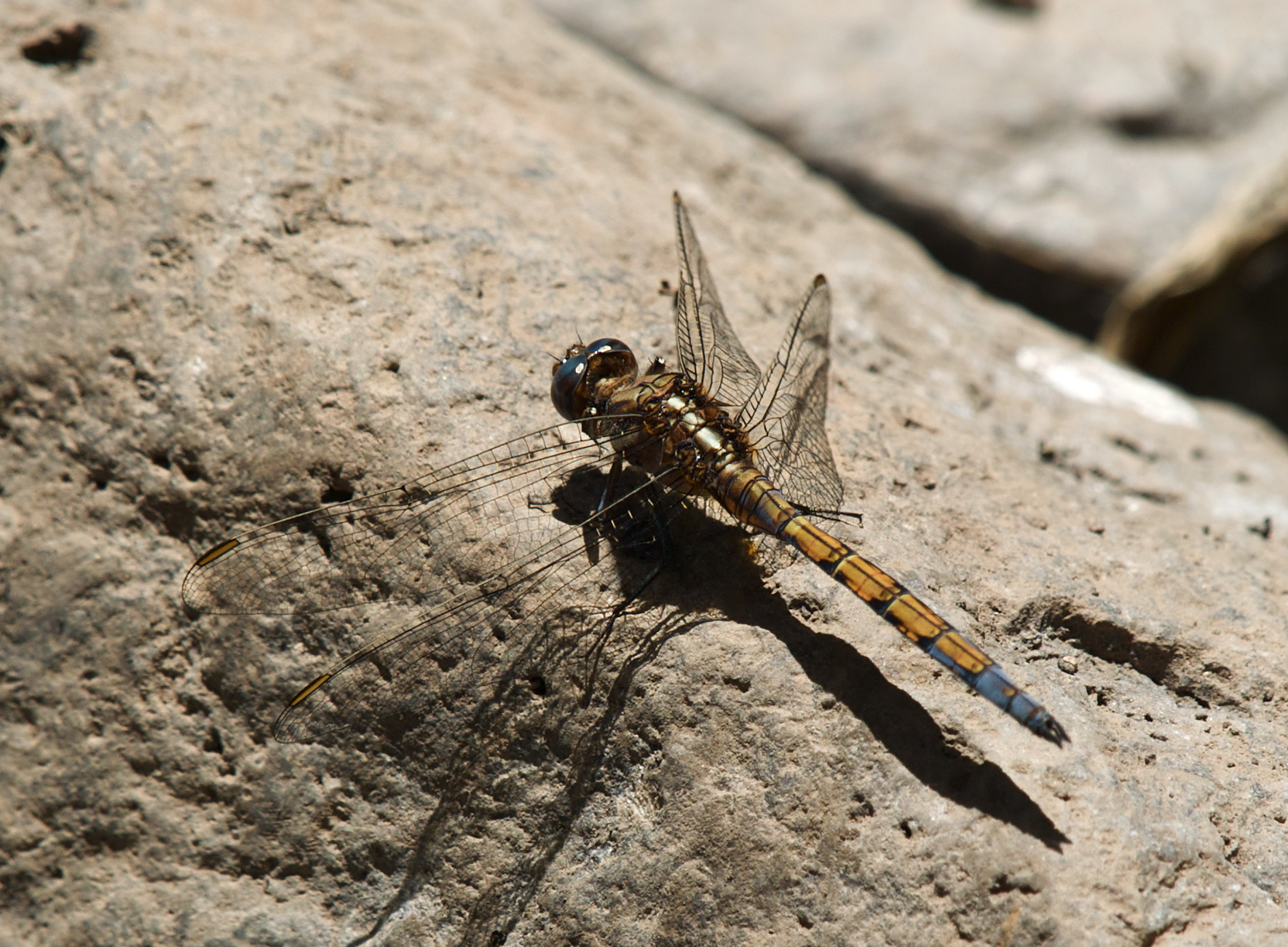
Junges Männchen